# Great Casterton
Pour les articles homonymes, voir Casterton.
Great Casterton est un village et une paroisse civile d'Angleterre situé dans l'est du Rutland. Il se trouve au croisement de la voie romaine Ermine Street et de la Gwash (en) (un affluent de la Welland (en)).

## Géographie
Le village se trouve à environ 5 km au nord-ouest de Stamford, tout près de la limite du Lincolnshire.

## Histoire

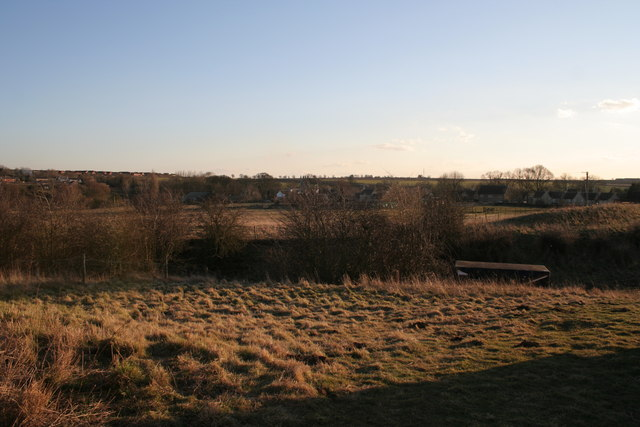
Traces de la ville romaine.

La plus ancienne occupation connue est un camp romain vers l'an 44. Une localité civile s'y est implantée, devenue ensuite une ville fortifiée, dont les défenses sont encore visibles. On a fait des fouilles archéologiques de cette ville, d'une villa près de la Gwash (en) et de sites funéraires anglo-saxons anciens. 3 km au nord du village actuel se trouvent les terrassements de Woodhead Castle, une motte castrale entourée de douves et d'un mur d'enceinte.

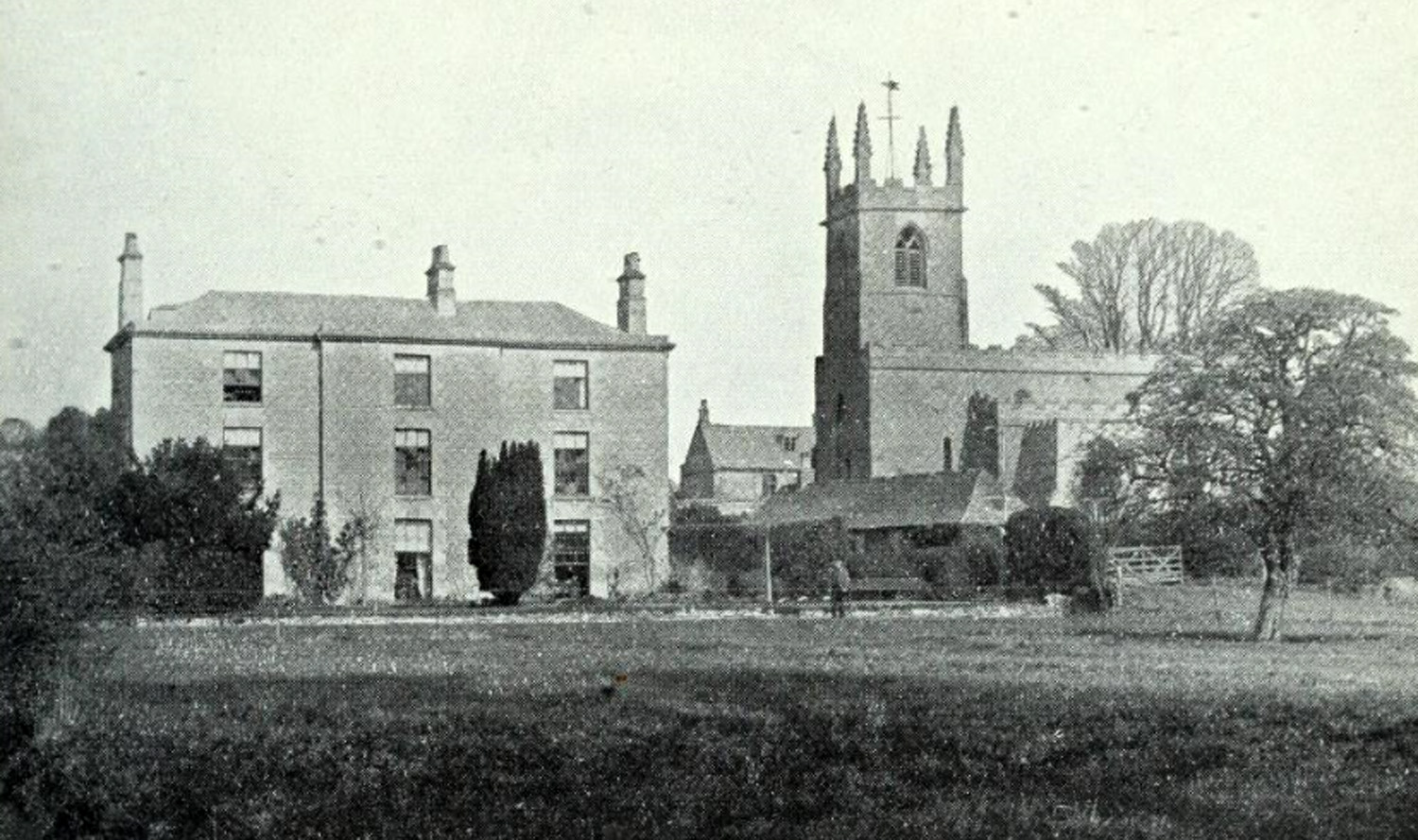
Le presbytère et l'église paroissiale en 1912.

L'église paroissiale, consacrée à Saint Pierre et Saint Paul, est un monument classé de Grade I. Le cimetière qui l'entoure s'ouvre par un monument aux morts des deux guerres mondiales en forme d'arche.
Le poète John Clare a épousé Martha "Patty" Turner dans l'église de Great Casterton en 1820.